# General de brigadă

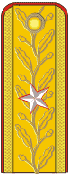
Însemnul de general de brigadă în Armata Română.

Generalul de brigadă este un grad de ofițer superior colonelului și inferior generalului-maior. Gradul se individualizează printr-o stea aplicată pe epoleții uniformei militare.
În România, prin Legea nr.14 din 28 decembrie 1972 privind organizarea apărării naționale a Republicii Socialiste România (art. 34), publicată în Buletinul Oficial nr. 160/29 decembrie 1972, cel mai mic grad din clasa generali și amirali a primit numele de general-maior, respectiv de contraamiral pentru marina militară. În articolul 62, s-a stabilit pentru acest grad o limită de vârstă în grad până la care cadrele permanente ale forțelor armate pot fi menținute în activitate de 60 ani.
Prin Legea nr. 80 din 11 iulie 1995 privind statutul cadrelor militare Arhivat în 8 iulie 2008, la Wayback Machine., în Forțele armate ale României, gradul de general-maior a fost înlocuit cu gradele de:
- general de brigadă, în Forțele terestre
- general de flotilă aeriană, în Aviația militară
- contra-amiral, în Marina militară

Limita maximă de vârstă până la care militarii cu acest grad pot fi menținuți în activitate, starea lor de sănătate permițându-le rezolvarea în foarte bune condiții a atribuțiilor ce le revin, a fost majorată la 62 ani.
Conform art. 58 din Legea 80/1995, acordarea în timp de pace, a gradelor de general de brigadă, general de flotilă aeriană și contraamiral, are ca cerință promovarea unui examen de către colonei și comandori. Condițiile de participare la examen sunt următoarele:
- au o vechime în grad de cel puțin 3 ani;
- au fost apreciați în ultimii 5 ani cu calificativul de cel puțin "foarte bun";
- sunt încadrați în funcții prevăzute în statele de organizare cu grade de general de brigadă, similare sau superioare.

Acordarea gradului de general se face de către președintele României, prin decret, ca urmare a propunerii ministrului apărării naționale, cu consultarea prealabilă a colegiului ministerului și cu aprobarea Consiliului Suprem de Apărare a Țării.
Prin OUG nr. 4/26 februarie 2004 pentru modificarea Legii nr. 80/1995 privind Statutul cadrelor militare, în scopul realizării compatibilității cu structurile militare similare aparținând statelor membre NATO , aceste grade au fost redenumite general de brigadă - cu o stea în forțele terestre, general de flotilă aeriană - cu o stea în forțele aeriene, respectiv contraamiral de flotilă - cu o stea în marina militară.

## Însemnul gradului în diferite armate

#### Armată terestră

Argentina: General de brigada
Australia: (până în 1922) Brigadier general
Belgia: Général de brigade / Brigadegeneraal
Canada: Brigadier general / Brigadier-général
Columbia: brigadier general
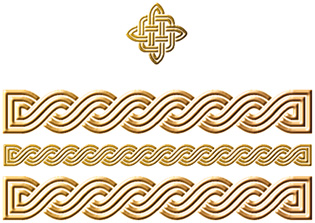
Croaţia: brigadni general (brigadna generalica)
Danemarca: Brigadegeneral
Egipt: Brigadier General (Arabic: عميد)
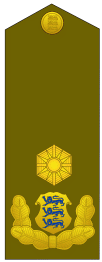
Estonia: Brigaadikindral
Franţa: général de brigade
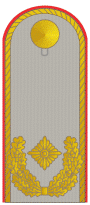
Germania: Brigadegeneral Bundeswehr
Grecia: Ταξίαρχος (Taxiarchos)
Ungaria: Dandártábornok
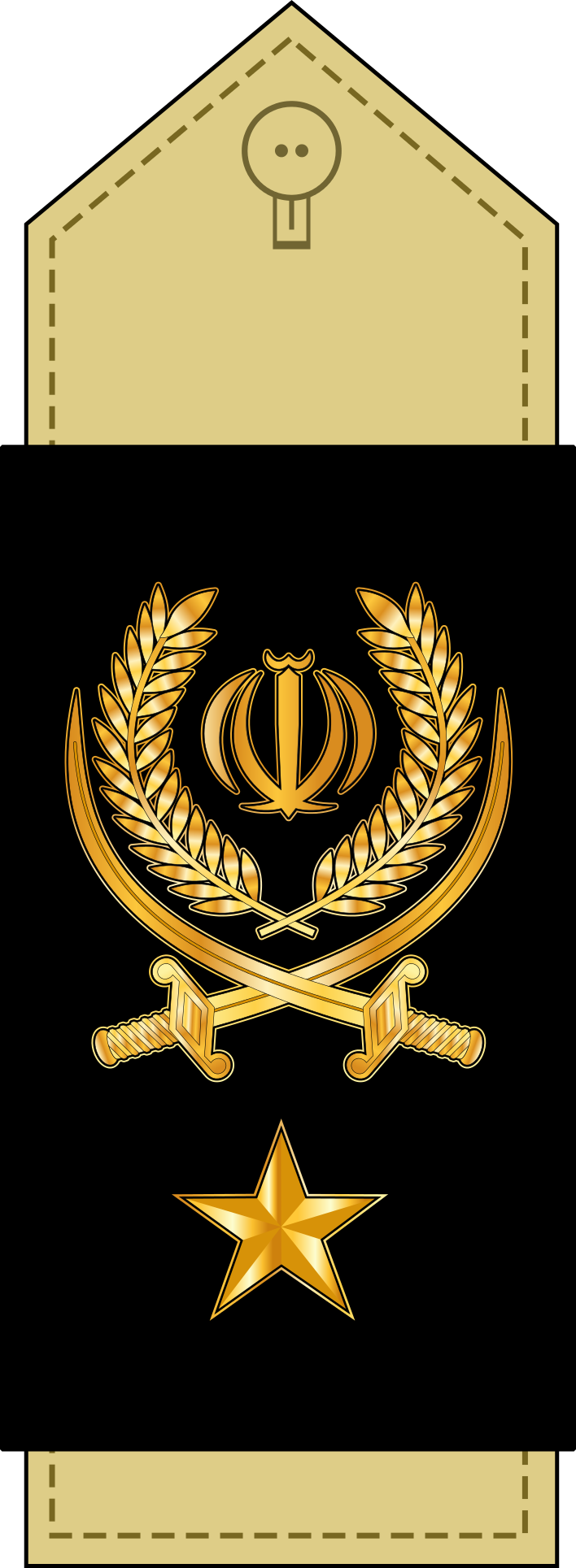
Iran: Sartip (Persian:سرتیپ) Brigadier Gegenral
Israel: Tat Aluf
Italia: Generale di brigata (Brigadiere generale)
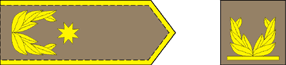
Macedonia: бригаден генерал (brigaden general)
Norvegia: Brigadegeneraal
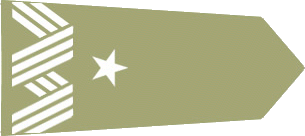
Polonia: generał brygady
Portugalia: Brigadeiro-general
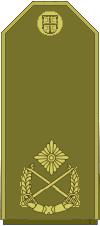
Serbia: Бригадни Генерал / Brigadni general
Spania: General de brigada
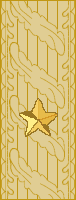
Suedia: Brigadgeneral
SUA: Brigadier general
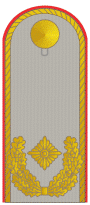
Ucraina: Бригадний генерал